# Košická Nová Ves
Košická Nová Ves (maďarsky Kassaújfalu, německy Kaschau-Neudorf) je městská část Košic, součást okresu Košice III.
V minulosti patřila obec administrativně do abovské župy. V současnosti patří městská část do Košického kraje a nachází se ve východní části města Košice. Na severu hraničí s městskou částí Dargovských hrdinov na západě s částí Vyšné Opátske; na jihu pak s částí Krásná. Na východě s obcemi Zdoba a Košické Oľšany.
Přes městskou část protéká Novoveský potok, který je přítokem řeky Torysa.

## Starší názvy obce
- 1297 – Cassa Uj Falu
- 1317 – Nova Villa
- 1773 – Kassa-Új-Falu, Kossiczka Nowa Wes
- 1808 – Kassa-Újfalu, Neudorf, Nowa Wes
- 1863 – Kassaújfalu
- 1920 – Košická Nová Ves

## Historie

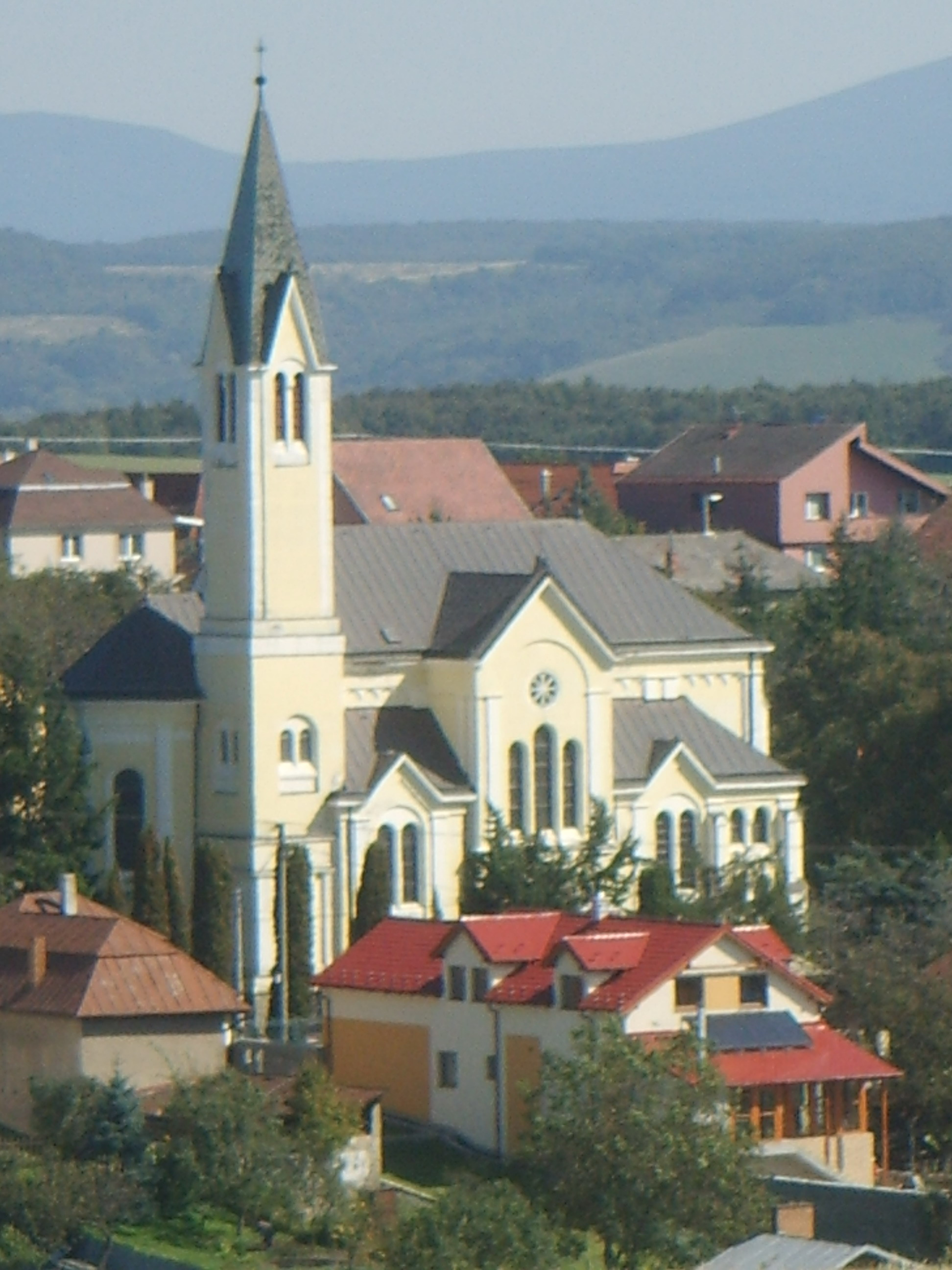
Kostel sv. Ladislava

První písemná zmínka o obci pochází z roku 1297, která poukazuje na výstavbu zdejšího kostela sv. Ladislava.
Dalším dokumentem, který potvrzuje existenci obce, je soupis desátků, které vybíral papežský legát Ruffinus pro papeže Jana XXII z Avignonu v letech 1317 až 1337. Dokument uvádí: "Také Mikuláš z Nové Vsi (Nicolaus de Nova Villa) ze třetí částky kostela má zaplatit 6 grošů ...". Obec Košická Nová Ves byla poddanským majetkem města Košice. Historický vývoj výrazně poznamenal příliv Maďarů, kteří utíkali před tatarskými vpády, příchod německých kolonistů a několik pohrom. V roce 1427 zde bylo zapsáno 20 hospodářství. V letech 1709 – 1710 se vlivem stavovských protihabsburských povstání Františka II. Rákociho obec téměř vylidnila. Zůstaly tu jen čtyři poddaní a jeden chalupník. Košický magistrát přistoupil k opětovnému zalidnění obce o sto let později. V roce 1826 měla Košická Nová Ves 684 obyvatel. Roku 1896 tu stálo 152 domů s 1160 obyvateli. Zrušením poddanství v roce 1848 se Košická Nová Ves stala samostatnou obcí. Během období let 1938 – 1945 byla obec přičleněna k Maďarsku. Ke Košicím jako městská část byla přičleněna 1. srpna 1968. 
Obyvatelstvo se v minulosti věnovalo zemědělství a pěstování vinné révy. Nemoc révy ale všechny vinice zničila a tak si obyvatelstvo muselo najít náhradní zdroj obživy. Zaměřilo na chov prasat, obchodování s nimi, na výsek masa a různých uzenářských výrobků. Známá šunka, klobásky, majos a zejména zvláštní zpracované škvarky přinesli obyvatelům přezdívku "škvarkare". Důkazem o těchto činnostech je i obecní znak. Doplňkovým zdrojem výdělku bylo zásobování košického trhu mlékem a prodejem koláčů. V současnosti je městská část prostřednictvím linek hromadné dopravy plně napojena na město Košice. V obci je škola postavena v 70. letech a také dětský domov z 80. let.

## Církev
Kostel byl a je zasvěcen sv. Ladislavu, uherskému králi. První oprava byla provedena v roce 1510, kdo však postavil tento kostel se neví. Farnost byla v té době součástí egerské biskupské diecéze. V období reformace kostel chátral; k jeho rozsáhlé opravě došlo až po opětovném převzetí do majetku města Košice. K dalším zaznamenaným úpravám došlo až v letech 1864 a 1885. Zásadně byl nakonec přebudován v roce 1925 podle projektu košického stavitele Júlia Wirtha. Část raně gotického presbytáře se zachovala dodnes. Římskokatolická farnost měla sídlo v Košické Nové Vsi. Řeckokatoličtí věřící měli farnost v Košicích.

## Kultura a zajímavosti

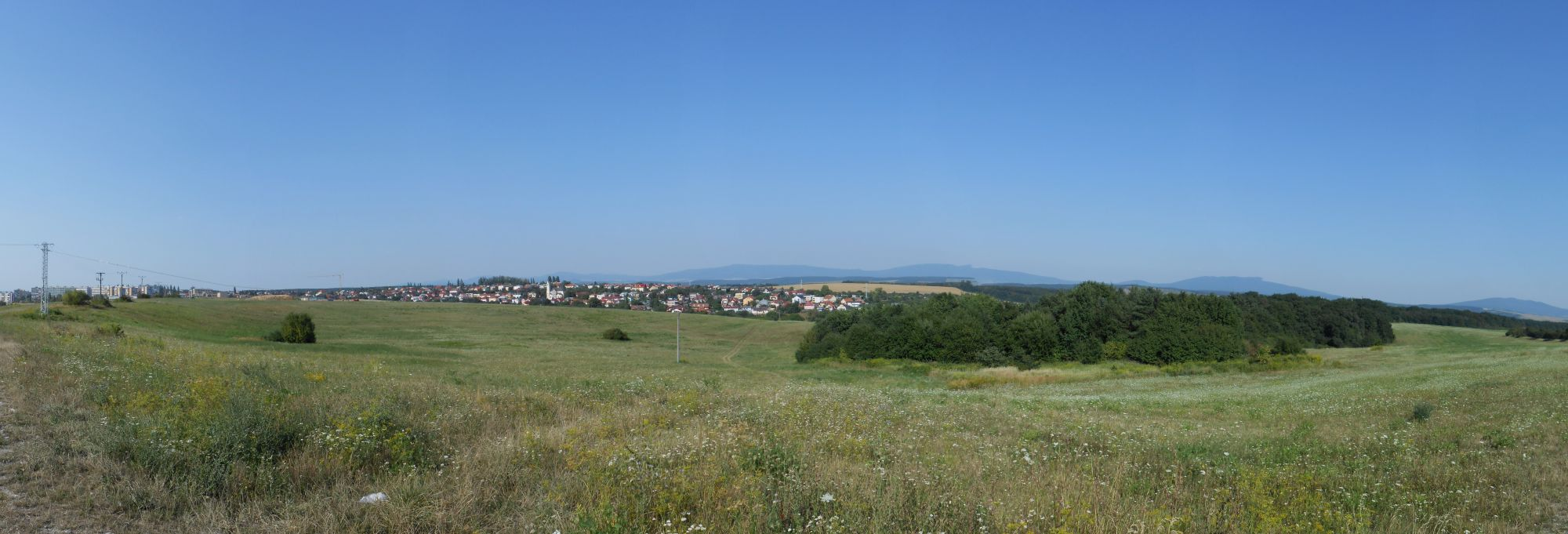

### Sport
V obci funguje fotbalový klub FK Košická Nová Ves. Jedním z odchovanců byl i bývalý reprezentant Peter Dzúrik.

### Folklórní skupiny
- Folklorní skupina Škvarkare vznikla na přelomu roku 2009, vedoucím skupiny se stal Tomáš Ondruš.
- Pěvecká folklorní skupina corgi vznikla v roce 2010, vedoucí skupiny Jaroslav Adamondy.
- Dětská folklorní skupina pagáčiky vznikla v roce 2011, vedoucí skupiny Tomáš Ondruš, choreograf Slavomír Ondejko.